# Zombi (filosofia)
Uno zombi filosofico (in inglese, philosophical zombie), è un esperimento mentale in filosofia della mente. Si immagina un essere ipotetico che è fisicamente identico e indistinguibile da una persona normale, ma non ha coscienza, qualia, o non è senziente. Per esempio, se uno zombi venisse colpito con un oggetto appuntito non avrebbe alcuna sensazione interna di dolore. Tuttavia, il suo comportamento (esterno) sarebbe esattamente quello di chi prova dolore, incluso l'espressione verbale del dolore. Allo stesso modo, un mondo zombi è un mondo possibile, indistinguibile dal nostro mondo, in cui tutti gli esseri mancano di coscienza.
Gli argomenti filosofici sugli zombi sono usati a sostegno del dualismo mente-corpo contro forme di fisicalismo (ad. es., materialismo, il comportamentismo e il funzionalismo) e mirano a confutare la possibilità di qualsiasi soluzione fisicalista a quello che David J. Chalmers definisce "problema difficile della coscienza" ovvero il problema di rendere conto dell'esperienza soggettiva, intrinseca e in prima persona, del cosa-si-prova, come definito da Thomas Nagel. I proponenti dell'argomento dello zombi filosofico, tra cui Chalmers stesso, sostengono che poiché uno zombi filosofico è per definizione fisicamente identico a una persona cosciente, la sola possibilità logica della sua esistenza è sufficiente a confutare il fisicalismo. In altre parole, se possiamo concepire un essere fisicamente identico a una persona che non ha coscienza, l'esistenza di quest'ultima non può essere spiegata con la scienza che oggi conosciamo. È evidente che tale esistenza necessita di spiegazioni ulteriori.
Tali argomenti sono stati criticati da molti filosofi. Alcuni fisicalisti, come Daniel Dennett, sostengono che gli zombi filosofici sono logicamente incoerenti, quindi impossibili. Altri, come Christopher Hill, sostengono che gli zombi filosofici sono coerenti ma metafisicamente impossibili.